# 塔泉航空20号班机坠毁事故
塔泉航空20号航班是由塔泉航空使用德哈维兰DHC-2浣熊型水上飞机营运的往返于美国阿拉斯加州科奇坎港水上飞机基地和梅特拉卡特拉水上飞机基地的日常航班。2019年5月20日，该班机在水上着陆时于梅特拉卡特拉倾覆，机上两人全部死亡。

## 涉事班机
本次坠毁的德哈维兰DHC-2型水上飞机在美国联邦航空管理局的注册编号是N67667，由塔泉航空运营。此飞机上载有1名飞行员、1名乘客和一些信件及货物。

## 事故概要
当地时间15:56，这架水上飞机向西飞抵梅特拉卡特拉水上飞机基地并准备水上着陆。两名目击者称飞机下落时先向左后向右大幅摇摆。之后，飞机的右翼落入水中，客舱被水淹没。当地志愿者赶往现场救援，美国海岸警卫队于16:10左右接到事故报告。志愿者成功地抓住尾翼把飞机从水中拉出，并救出机上人员、座位、信件和货物。随后，他们把飞机拖回岸边。但直到事故报告发表，这些部件仍不见踪影。据报告，事发时天气晴朗有微风，风向东南，风力13—15 mph（21—24 km/h）。

## 机上乘员
飞机上的两人全部死亡，遗体于第二天被辨认。其中，乘客是一名流行病学家，事发时正在去往梅特拉卡特拉一家医疗机构的途中。飞行员是持有商用飞行执照的临时工，登记飞行时间1,606小时，其中驾驶装有浮筒的飞机仅5小时。

## 后续发展
美国国家运输安全委员会在事发后立即展开调查，并另外对塔泉航空本身进行调查。塔泉航空拒绝置评。
由于本次坠机事故发生在乔治湾撞机事故后仅一星期，两次事故中的机型相同，且都由塔泉航空运营，该公司自5月21日起停飞了所有航班。在联邦航空管理局的监督下，塔泉航空自5月23日起有限度恢复货运航班，自5月31日起恢复客运航班，自6月3日起恢复观光航班。